# イダ・ド・トニー
イダ・ド・トニー（Ida de Tosny, 1150年以降? - 1181年以降）は、イングランド王ヘンリー2世の愛妾。ラウル4世・ド・トニー（1162年没）と、その妻で第2代レスター伯ロバート・ド・ボーモンの娘マーガレット（1125年頃 - 1185年以降）の娘で、祖母イド・ド・エノーにちなんで名付けられた。
幼少期については不明である。1182年以降、ロジャー・ビゴッドとの間に少なくとも8人の子供が生まれたことから、おそらく1150年以降に生まれたと考えられる。さらに、いくつかの史料では、母マーガレットと父ラウル4世の結婚は1155年以降とされている（つまり出生は1155年から1162年の間と推測される）。しかし、これは彼女が第3代ソールズベリー伯ウィリアム・ロングスピーの母とされ、ウィリアムの推定生年月日が1167年頃とされていることと矛盾する（ウィリアムは1188年から1190年にかけての歴史記録では青年として記されており、当時既に成人していた可能性が高い）。
先祖はノルマンディー出身であるにもかかわらず、イダはイングランド、ハートフォードシャーのフラムステッドで生まれ育った。

## ヘンリー２世との関係
イダはイングランド王ヘンリー2世の王の被後見人であり愛妾でもあった。イダはヘンリー2世の庶子の一人、ウィリアム・ロングスピー（1226年3月7日没）の母となった。これは、ウィリアムの特許状に「Comitissa Ida, mater mea（イダ伯爵夫人、我が母）」と記されていることからも明白である。イダは、王の被後見人から愛妾に迎えられた最初の人物ではなかった。イザベル・ド・ボーモン（エリザベス・ド・ボーモン）はヘンリー1世の被後見人であり、その息子の一人の愛妾であった。
イダはヘンリー2世のもう一人の有名な愛妾、ロザモンド・クリフォードの従姪にあたる（ラウル3世・ド・トニーはイダの曽祖父であり、ロザムンドの祖父にあたる）。

## 結婚と子女
1181年のクリスマス頃、ヘンリー2世はイダ・ド・トニーを第2代ノーフォーク伯ロジャー・ビゴッドと結婚させ、同時にアクル、ハルヴァーゲート、サウス・ウォルシャムの荘園も与えた。これらの荘園は、ロジャーの父である初代ノーフォーク伯ヒュー・ビゴッドの死後、ロジャーの相続財産から没収されていた。イダとロジャーの間には以下の子女が生まれた。
- ヒュー（1182年頃 - 1225年） - 第3代ノーフォーク伯
- ウィリアム
- ロジャー
- ジョン
- ラルフ
- メアリー - ラルフ・フィッツロバートと結婚
- マージョリー - ウィリアム・ド・ヘイスティングスと結婚
- イダ

多くの歴史家は、この夫婦には娘アリスもおり、第2代オックスフォード伯オーブリー・ド・ヴィアの2番目の妻になったのではないかと推測している。